# Biblioteca Ricardo Monges López
La Biblioteca "Ricardo Monges López" es la biblioteca de la Facultad de Ciencias de la Universidad Nacional Autónoma de México (UNAM). Fue fundada en 1954 en las instalaciones de la en ese entonces recién inaugurada Ciudad Universitaria. Debe su nombre al Ingeniero Ricardo Monges López, quien fuera el fundador y primer director de dicha facultad de 1939 hasta 1947. Desde agosto de 1995 está ubicada en el conjunto Amoxcalli ("Casa de libros" en náhuatl) de la misma facultad.

## Historia
La biblioteca fue fundada en 1954 con un acervo menor a los 100 libros. Originalmente se ubicaba en la parte central de la Ciudad Universitaria, pero en 1977 toda la facultad se trasladó a la zona poniente de la misma. En ese entonces el acervo de la biblioteca estaba compuesto principalmente por libros en las áreas de actuaría, biología, física y matemáticas, de acuerdo con los programas académicos que ofrecía la facultad.
En 1995 fue construido el conjunto Amoxcalli en dicha facultad, que reúne un auditorio, un Aula Magna, tres Salones de Seminarios, un centro de cómputo, y la biblioteca "Ricardo Monges López". Estas nuevas instalaciones ocupan 3,500 m² de superficie y cuentan con 3 pisos y una planta baja, además de un piso intermedio dedicado exclusivamente a salas de estudio.

## Acervo
Al 2010, el acervo general de la biblioteca cuenta con más de 40 mil títulos y 85 mil ejemplares, que se dividen en las siguientes áreas del conocimiento:
| Tema            | Títulos |
| --------------- | ------- |
| Matemáticas     | 13036   |
| Física          | 4422    |
| Biología        | 3346    |
| Botánica        | 1519    |
| Zoología        | 1798    |
| Fisiología      | 1174    |
| Ciencia General | 1146    |
| Electrónica     | 1380    |
| Química         | 1015    |
| Geología        | 516     |
| Finanzas        | 587     |
| Microbiología   | 600     |
| Ingeniería      | 734     |
| Tecnología      | 544     |
| Astronomía      | 647     |
| Agricultura     | 492     |
| Otros           | 7531    |
| Total           | 85596   |

Además de los anteriores, existe un fondo reservado que incluyen libros antiguos y colecciones personales donadas a la facultad, incluyendo libros de la matemática mexicana Sylvia de Neymet, Alberto Barajas Celis

## Servicios
La biblioteca dio servicios a más de 13 mil usuarios internos (principalmente estudiantes de licenciatura y posgrado de la facultad). Entre los servicios prestados se cuentan:
- Consulta en sala
- Préstamo a domicilio (usuarios internos)
- Préstamo interbibliotecario (usuarios internos)
- Consulta de tesis
- Servicios especializados de información:
  - Recuperación de documentos
  - Localización de resúmenes académicos («abstracts»)
  - Elaboración de bibliografías
  - Búsqueda de citas
  - Consulta a Biblioteca Digital UNAM (BIDIUNAM)
  - Alta o renovación de cuentas de Acceso remoto